# Ibérico Saint-Jean
(Ibérico Saint-Jean, governatore de facto della provincia di Buenos Aires durante gli anni della dittatura)
Ibérico Manuel Saint-Jean (Chascomús, 17 settembre 1922 – Buenos Aires, 5 ottobre 2012) è stato un militare e avvocato argentino che ricoprì l'incarico di governatore de facto della provincia di Buenos Aires durante il Processo di Riorganizzazione Nazionale.

## Biografia
Fratello di Alfredo, presidente ad interim dell'Argentina dal 18 giugno 1982 al 1º luglio 1982, Saint-Jean entrò nel Colegio Militar de la Nación nel 1940 e ne uscì diplomato tre anni più tardi. Dopo essere stato direttore della scuola per sottufficiali Sargento Cabral, ricoprì l'incarico di addetto militare in Brasile e fu inquadrato nello Stato maggiore dell'esercito raggiungendo il grado di generale di brigata. Laureatosi in giurisprudenza presso l'Università del Litorale, si congedò nel 1973.
Con l'instaurazione della dittatura nel marzo 1976, Saint-Jean fu nominato governatore della provincia di Buenos Aires. Suo capo della polizia provinciale fu il generale Ramón Camps, ideatore di un sistema di centri clandestini per la detenzione e la tortura dei prigionieri politici.
Saint-Jean fu chiamato a testimoniare per la prima volta nel 2007, mentre l'anno seguente fu arrestato durante il processo per la chiusura del giornale La Opinión ed il sequestro del giornalista Jacobo Timerman. Una settimana prima di morire, la Camera di Cassazione aveva concesso a Saint-Jean, fino a quel momento rinchiuso del carcere federale di Ezeiza  gli arresti domiciliari per gravi motivi di salute. Al momento del decesso era processato per 61 casi di privazione illegale della libertà e tormenti.